# Commercial Album
Commercial Album to album awangardowej grupy The Residents wydany w 1980 roku. Płyta zawiera 40 utworów, których zadaniem było ośmieszenie tradycyjnej koncepcji budowy piosenek – każdy z utworów trwał jedną minutę i miał zwrotkę oraz refren, według zapisków z wnętrza okładki płyty każdą ścieżkę należało odtworzyć trzy razy z rzędu, aby otrzymać „klasyczną popową piosenkę”. Na płycie gościnnie wystąpili Philip Lithman, Chris Cutler, Fred Frith, Andy Partridge (XTC), Lene Lovich oraz dwóch wokalistów, których personalia nie zostały ujawnione.

Na okładce płyty widnieją twarze Johna Travolty oraz Barbry Streisand. W pierwszym winylowym wydaniu albumu lista utworów na okładce została podana w złej kolejności.

## Lista utworów
1. Easter Woman
2. Perfect Love
3. Picnic Boy
4. End of Home
5. Amber
6. Japanese Watercolor
7. Secrets
8. Die in Terror
9. Red Rider
10. My Second Wife
11. Floyd
12. Suburban Bathers
13. Dimples and Toes
14. The Nameless Souls
15. Love Leaks Out
16. Act of Being Polite
17. Medicine Man
18. Tragic Bells
19. Loss of Innocence
20. The Simple Song
21. Ups and Downs
22. Possessions
23. Give It to Someone Else
24. Phantom
25. Less Not More
26. My Work Is So Behind
27. Birds in the Trees
28. Handful of Desire
29. Moisture
30. Love Is...
31. Troubled Man
32. La La
33. Loneliness
34. Nice Old Man
35. The Talk of Creatures
36. Fingertips
37. In Between Dreams
38. Margaret Freeman
39. The Coming of the Crow
40. When We Were Young

- utwory dodatkowe (tylko na kompaktowej reedycji z 1988 roku)

1. Shut Up Shut Up
2. And I Was Alone
3. Theme for an American TV Show
4. We’re a Happy Family/Bali Ha’i
5. The Sleeper
6. Boy in Love
7. Diskomo (Remix)
8. Jailhouse Rock
9. It’s a Man’s Man’s Man’s World
10. Hit the Road Jack